# Михаїл Боров
Михайло Романович Боров (1896, Архангельські Ключі, Бугурусланський повіт, Самарська губернія, Російська імперія — 29 травня 1941, Київ) — ерзянський борець, перший чемпіон Радянської Росії серед професійних борців класичного (греко-римського) стилю.

## Життєпис
Михаїл Боров народився в 1896 році в мордовському селі Архангельські Ключі (нині село Червоні Ключі) Бугурусланського повіту Самарської губернії. За національністю ерзянин. Молодший син у родині, батьки: Роман Дмитрович Боров і мати Євдокія Василівна Борова.
У колишньому Бугурусланському повіті Самарської губернії мордва почала селитися понад 200 років тому. Як кажуть краєзнавці, мордовські родини переселялися з Пензенської губернії, приблизно з району нинішнього Саранська. Серед перших переселенців були Феняєви — пращури Борових, прізвище яких з'явилася пізніше. В сім'ї Феняєвих всі діти були високими, міцними, але, незважаючи на силу, всі росли тихими і поступливими. Одного разу сільські мужики спровокували одного з рослих предків Михайла на спір: викрасти з сусіднього сараю свиноматку. В присутності свідків Феняєв потягнув свиню вагою 10-11 пудів (170—180 кг) на свій двір. Один з глядачів зміг лише сказати: «Ну і здоровий кабан!» Так народилося сімейне прізвисько, а потім якийсь дотепник у графі прізвище записав «Боров», так Феняєви стали Боровими.
Михаїл Боров був призваний до армії 7 серпня 1915 року від Аверкинської волості Бугурусланського повіту Самарської губернії. Служив спочатку в
Самарі, у 8-му полку інфантерії, в кулеметному взводі. Наприкінці вересня разом з полком був відправлений у місто Петров Саратовської губернії, потім на німецький фронт. Після навчання в школі червоних командирів у 1918—1920 роках в Самарі, воював з військами Олександра Колчака та з біло-чехами, був поранений.
Влітку 1919 року Михайло через серйозне поранення ноги повернувся додому. У Самарі Михайло не зміг всидіти без діла — він почав займатися спортом у загоні Всевобуча. Боров став учасником першої губернської олімпіади, і незважаючи на погане знання техніки боротьби, став переможцем. Мордовський богатир брав суперників не технікою, а силою. У складі Самарської команди Боров був направлений на змагання до Москви. Двометровий гігант Боров, виступаючи у важкій вазі, зайняв абсолютне перше місце по боротьбі і друге місце з важкої атлетики (через незнання техніки підняття важких речей). Поступово ім'я Михайла Борова ставало все більш відомим, мордовський велетень отримав титул «Колос Поволжя».
У 1920 році на змаганнях у Москві Михайло Боров зайняв перше місце по боротьбі і друге з підняття важких предметів. У 1926 році в Києві вільним стилем поборов непереможного українського борця Данила Пасунько. У тому ж році в Тулі вже на чемпіонаті Радянського Союзу Михаїл Боров боровся за перше місце з Шемякой Іваном та Спулем Іваном. Тому, коли запитали Івана Піддубного, кого з радянських борців потрібно взяти на змагання до США, він висунув кандидатури Борова Михайла та Пасунько Данила.
У 1936 році незважаючи на сорокарічний вік і вагу близько 130 кг, пробігав стометрівку за 11,8 секунд. За спогадами Вердена (Н. Г. Жеребцов) в місті Ростові-на-Дону, Михаїл Боров тренувався, запросто проходячи повз нього з вагою на плечах вагою понад 500 кг.
У 1937 році знову завоював перше місце, перемігши Піддубного та Мезенкова. У 1939 році Боров займає перше місце, друге — Ян Краузе, третє — Ракітін (А. Г. Ярков). В 1940—1941 роках в Новосибірську під час тренування Михайло заніс інфекцію в кров. Вже хворого його доставили до Києва, де він пролежав у лікарні більше півроку. Не до кінця одужавши атлет, незважаючи на вмовляння друзів, починає тренуватися, готуватися до змагань. І навіть хворим на грип приймає рішення виступати на чемпіонаті в Києві.

## Смерть
Помер Михайло Боров 29 травня 1941 року, діагноз: сепсис-нефрозо-нефриту, похований у Києві на Байковому кладовищі.

## Увічнення пам'яті
У 1957 році друзі-атлети Ярков, Загоруйко, Леонідов, Раков, Некрасов, Арнаутов, Белявський, Петров, Точений, Карелін, Голуб та інші знайшли могилу Михайла Борова. Відремонтували, оновивши написом: «Чемпіон РРФСР, борець Боров Михаїл Романович, 1896—1941 і.і.»
Є в Бугуруслані незвичайний, дуже цікавий музей. Його експонати присвячені головним чином одній людині — синові селянина з Бугурусланського повіту, богатирю, чиє ім'я овіяне легендами, першому чемпіону Радянської Росії з французької боротьби Михайлу Романовичу Борову. Серед особистих речей Борова вражають величезні постоли. Мимоволі згадуються михалковські вірші про «Дядю Стьопу». А Боров дійсно був велетнем — двометровий гігант вагою 130 кілограмів. У 24 роки він вже встиг повоювати на фронтах німецької та громадянської воєн, командував взводом у першому інтернаціональному полку, що відзначився в боях на Оренбуржжі. У звільненому від білих Оренбурзі він вперше побачив професійних борців, і ті здивовано дивилися на хлопця, з яким не без зусиль змогли підібрати армійське обмундирування. Там він отримав перші уроки французької боротьби. Після поранення Михайло повернувся до рідних країв, займався сільським господарством. Але боротьба захопила його назавжди. І як тільки одужав, став тренуватися — легко і багаторазово витискав двопудову гирю (одна з них зберігається в музеї)

## Досягнення
Боров (мав дані зріст 198 см вага 128 кг) — один з найсильніших професійних борців СРСР. Увійшов в історію вітчизняного спорту та цирку як перший чемпіон Радянської Росії серед професійних борців класичного стилю (м. Москва, 1920)
Його називали «колосом Поволжя», «чемпіоном чемпіонів», «мордовським богатирем».
Йому довелося зустрічатися на килимі з Піддубним, Миловиновим, Шемякін, Булем, Спулем, Кожемякою, Верденом, Абдурахмановим, Криловим, Вейланд-Шульцем, Ярковим, Мазенковим і Алопським та іншими найсильнішими атлетами того часу.